# Najica
Najica (jap. ナジカ電撃作戦, Najika dengeki sakusen, dt. „Najika-Blitztaktik“) ist eine Anime-Serie aus dem Jahr 2001. Gleichzeitig ist Najica der Vorname der Protagonistin dieser Serie. 
Najica ist die Nachfolgeserie von AIKa und bietet als solche eine ähnliche Handlung sowie Fanservice in Form von Panty Shots und knapp oder nicht bekleideten Frauen.

## Handlung
Najica ist eine gutaussehende Parfümdesignerin der Firma CRI Cosmetics und hat für diese die äußerst erfolgreiche Duftreihe Day Series kreiert, bei der jeder Wochentag einen eigenen Duft besitzt. Nur noch der Sonntag fehlt in dieser Reihe.
Gleichzeitig arbeitet sie auch als Top-Agentin, denn CRI Cosmetics unterhält eine streng geheime Abteilung, welche Najica immer wieder schwierige Aufträge beschert. Bei einem Auftrag rettet sie das Mädchen Lila, das jedoch gar kein Mensch, sondern ein Humalit (Android) ist. Die Einzelkämpferin Najica muss erfahren, dass Lila ab sofort ihre Partnerin wird, worüber sie anfangs gar nicht begeistert ist. Auch ergeben sich Schwierigkeiten daraus, dass Lila zwar übermenschliche Kräfte besitzt, ihr Intellekt jedoch immer wieder zu wünschen übrig lässt, denn er gleicht dem eines Kindes. Wie sich bald herausstellt, ist Lila nicht der einzige Humalit, und schon bald fühlt sich Najica als der hauseigene Humalitenjäger.

## Charaktere
- Najica Hiiragi (柊 七虹香): Najica arbeitet als erfolgreiche Parfümdesignerin bei CRI Cosmetics. Wenn sie eine rote Rose überreicht bekommt, bedeutet dies, dass wieder ihre Fähigkeiten als unschlagbare Agentin gefragt sind. Najica ist cool und stets perfekt gekleidet und auch ansonsten Perfektionistin. Sie genießt es zwar, bewundert zu werden, aber lässt sich nicht weiter auf Männer ein. Im Gebrauch ihrer Schusswaffen, die nicht töten, sondern den Gegner nur für eine Weile ohnmächtig machen, ist sie stets zielgenau. Anfangs ist sie geradezu beleidigt, dass ihr eine Partnerin zugewiesen wird, doch schon bald lernt sie die Fähigkeiten von Lila zu schätzen. Synchronsprecherin ist Yumi Tōma.
- Kirara Mitsuboshi (御津星 キララ): Die niedliche Kirara (22) ist Najicas rechte Hand bei ihrer Arbeit als Parfümdesignerin und war auch an der Entwicklung der „Day Series“ beteiligt. Wenn Najica mal wieder einen Auftrag als Agentin hat, wird sie von Kirara vertreten. Die schüchterne Kirara harmoniert gut mit der selbstbewussten Najica. Synchronsprecherin ist Natsuko Kuwatani.
- Lila (リラ): Der süße weibliche Humalit Lila (Seriennummer ZZZ) erblickte in einem Labor der Shinba Industries das Licht der Welt. Nach ihrer Befreiung durch Najica programmiert Gento diese als ihren Master, so dass Lila Najicas Befehlen blind Folge leistet, was letzterer mitunter Kopfzerbrechen bereitet. Während Lila übermenschliche Kräfte besitzt, muss sie all die Fähigkeiten, die ihr nicht einprogrammiert wurden, erst erlernen, was immer wieder zu peinlichen bis brenzligen Situationen führt. Synchronsprecherin ist Juri Ihata.
- Gento Kuraku (玖洛 玄人): Gento (26) arbeitet bei Shinba Industries und ist einer der Auftraggeber Najicas. Meist geht es darum, Shinba Industries abhandengekommene Humaliten einzufangen. Welche Rolle er hier genau spielt und gespielt hat, und wieso die Entwicklung von Humaliten eingestellt wurde, bleibt jedoch im Dunkeln. Herr Kuraku versucht immer wieder krampfhaft, sich an Najica heranzumachen, hat dabei aber nur sehr bescheidenen Erfolg. Synchronsprecher ist Unshō Ishizuka.
- Jin Majima (間島 甚): Der kühl und berechnend wirkende Herr Majima (47) ist der Chef der CRI-Geheimorganisation. Sein Privatleben ist ein wohlgehütetes Geheimnis. Synchronsprecher ist Iemasa Kayumi.
- Reina Uzuki (海槻 玲奈) und Shinobu Misato (美郷 偲): Frau Uzuki (26) und Frau Misato (25) sind die Privatsekretärinnen von Herrn Majima. Da die beiden und Najica etwa gleichaltrig sind, sind sie miteinander befreundet.

## Veröffentlichung
Die Serie wurde unter anderem auf TV Kanagawa, Chiba TV, TV Saitama fast gleichzeitig erstausgestrahlt. Der Vorspanntitel war Najica von Diligent Circle of Ekoda und der Abspanntitel Body & Mind von Natsumi Harada.
Die Serie wurde erstmals komplett im Jahre 2004 in Deutschland auf dem Fernsehsender VIVA ausgestrahlt, nachdem die erste Episode im Rahmen einer Vorschauabends mit den ersten Episoden anderer Anime-Serien auf VOX gezeigt wurde; sie ist aber auch im Handel auf DVD erhältlich (FSK 16). Es gibt auch einen Manga mit drei Bänden von Takuya Tashiro aus dem Jahre 2002/03, der 2004 in Deutschland bei Planet Manga herauskam.